# Brachythemis fuscopalliata
Brachythemis fuscopalliata је инсект из реда Odonata. 

## Опис
Као и други чланови њене породице, ова врста се одликује широким абдоменом, са дужином тела које је упадљиво краће него распон крила. Абдомен и груди мужјака су тамнобраон, а унутрашње половине крила су видно тамнобраон пигментисани. Постоји полни диморфизам; женке се лако разликују од мужјака, јер су браон до маслинасто обојене и немају „ознаке“ на својим крилима.

## Угроженост
Ова врста се сматра рањивом у погледу угрожености врсте од изумирања.

## Распрострањење
Ареал врсте је ограничен на мањи број држава. 
Присутна је у следећим државама: Турска, Ирак, Иран, Израел и Сирија.

## Станиште
Станишта врсте су мочварна подручја, језера и језерски екосистеми, речни екосистеми и слатководна подручја. 
Врста је присутна на подручју реке Еуфрат у Ираку. 